# Campionati europei di hockey su pista 1961
I Campionati Europei 1961 furono la 25ª edizione dei campionati europei di hockey su pista; la manifestazione venne disputata in Italia a Torino dal 10 al 17 settembre 1961.

La competizione fu organizzata dalla Fédération Internationale de Roller Sports.

Il torneo fu vinto dalla nazionale portoghese per l'8ª volta nella sua storia.

## Città ospitanti e impianti sportivi
| CITTÀ  | IMPIANTO            | CAPIENZA |
| Torino | Palazzo dello Sport | 3.971    |

## Svolgimento del torneo

### Risultati
| Torino settembre 1961 | Belgio | 3 – 1 | Francia | Palazzo dello Sport |

| Torino settembre 1961 | Belgio | 2 – 3 | Germania Ovest | Palazzo dello Sport |

| Torino settembre 1961 | Belgio | 6 – 2 | Inghilterra | Palazzo dello Sport |

| Torino settembre 1961 | Belgio   | 2 – 5 | Italia | Palazzo dello Sport\| Arbitro: \| Clemente \| |
| Arbitro:              | Clemente |       |        |                                               |

| Torino settembre 1961 | Belgio | 7 – 1 | Jugoslavia | Palazzo dello Sport |

| Torino settembre 1961 | Belgio | 1 – 5 | Paesi Bassi | Palazzo dello Sport |

| Torino settembre 1961 | Belgio | 2 – 14 | Portogallo | Palazzo dello Sport |

| Torino settembre 1961 | Belgio          | 0 – 5 | Spagna | Palazzo dello Sport\| Arbitro: \| Rutilio Zeppini \| |
| Arbitro:              | Rutilio Zeppini |       |        |                                                      |

| Torino settembre 1961 | Belgio | 1 – 6 | Svizzera | Palazzo dello Sport |

| Torino settembre 1961 | Francia | 1 – 5 | Germania Ovest | Palazzo dello Sport |

| Torino settembre 1961 | Francia | 1 – 8 | Inghilterra | Palazzo dello Sport |

| Torino settembre 1961 | Francia | 0 – 3 | Italia | Palazzo dello Sport |

| Torino settembre 1961 | Francia | 1 – 4 | Jugoslavia | Palazzo dello Sport |

| Torino settembre 1961 | Francia | 0 – 3 | Paesi Bassi | Palazzo dello Sport |

| Torino settembre 1961 | Francia | 0 – 12 | Portogallo | Palazzo dello Sport |

| Torino settembre 1961 | Francia | 0 – 10 | Spagna | Palazzo dello Sport |

| Torino settembre 1961 | Francia | 2 – 6 | Svizzera | Palazzo dello Sport |

| Torino settembre 1961 | Germania Ovest | 6 – 1 | Inghilterra | Palazzo dello Sport |

| Torino settembre 1961 | Germania Ovest | 0 – 4 | Italia | Palazzo dello Sport |

| Torino settembre 1961 | Germania Ovest | 10 – 0 | Jugoslavia | Palazzo dello Sport |

| Torino settembre 1961 | Germania Ovest | 3 – 0 | Paesi Bassi | Palazzo dello Sport |

| Torino settembre 1961 | Germania Ovest | 1 – 2 | Portogallo | Palazzo dello Sport |

| Torino settembre 1961 | Germania Ovest | 1 – 2 | Spagna | Palazzo dello Sport |

| Torino settembre 1961 | Germania Ovest | 3 – 4 | Svizzera | Palazzo dello Sport |

| Torino settembre 1961 | Inghilterra | 1 – 2 | Italia | Palazzo dello Sport |

| Torino settembre 1961 | Inghilterra | 6 – 4 | Jugoslavia | Palazzo dello Sport |

| Torino settembre 1961 | Inghilterra | 0 – 7 | Paesi Bassi | Palazzo dello Sport |

| Torino settembre 1961 | Inghilterra | 1 – 5 | Portogallo | Palazzo dello Sport |

| Torino settembre 1961 | Inghilterra | 3 – 6 | Spagna | Palazzo dello Sport |

| Torino settembre 1961 | Inghilterra | 0 – 5 | Svizzera | Palazzo dello Sport |

| Torino settembre 1961 | Italia | 5 – 0 | Jugoslavia | Palazzo dello Sport |

| Torino settembre 1961 | Italia | 2 – 0 | Paesi Bassi | Palazzo dello Sport |

| Torino settembre 1961 | Italia | 2 – 2 | Portogallo | Palazzo dello Sport |

| Torino settembre 1961 | Italia    | 1 – 2 | Spagna | Palazzo dello Sport\| Arbitro: \| Kienapfel \| |
| Arbitro:              | Kienapfel |       |        |                                                |

| Torino settembre 1961 | Italia | 3 – 0 | Svizzera | Palazzo dello Sport |

| Torino settembre 1961 | Jugoslavia | 2 – 7 | Paesi Bassi | Palazzo dello Sport |

| Torino settembre 1961 | Jugoslavia | 1 – 10 | Portogallo | Palazzo dello Sport |

| Torino settembre 1961 | Jugoslavia | 0 – 7 | Spagna | Palazzo dello Sport\| Arbitro: \| Smith \| |
| Arbitro:              | Smith      |       |        |                                            |

| Torino settembre 1961 | Jugoslavia | 2 – 7 | Svizzera | Palazzo dello Sport |

| Torino settembre 1961 | Paesi Bassi | 2 – 4 | Portogallo | Palazzo dello Sport |

| Torino settembre 1961 | Paesi Bassi | 0 – 4 | Spagna | Palazzo dello Sport |

| Torino settembre 1961 | Paesi Bassi | 4 – 1 | Svizzera | Palazzo dello Sport |

| Torino settembre 1961 | Portogallo | 1 – 0 | Spagna | Palazzo dello Sport |

| Torino settembre 1961 | Portogallo | 8 – 3 | Svizzera | Palazzo dello Sport |

| Torino settembre 1961 | Spagna    | 5 – 3 | Svizzera | Palazzo dello Sport\| Arbitro: \| Kienapfel \| |
| Arbitro:              | Kienapfel |       |          |                                                |

### Classifica
|     | Squadra        | PT | G | V | N | P | GF | GS | Diff. |
| --- | -------------- | -- | - | - | - | - | -- | -- | ----- |
| 1.  | Portogallo     | 17 | 9 | 8 | 1 | 0 | 58 | 12 | +46   |
| 2.  | Spagna         | 16 | 9 | 8 | 0 | 1 | 41 | 9  | +32   |
| 3.  | Italia         | 15 | 9 | 7 | 1 | 1 | 27 | 7  | +20   |
| 4.  | Paesi Bassi    | 10 | 9 | 5 | 0 | 4 | 36 | 15 | +21   |
| 5.  | Germania Ovest | 10 | 9 | 5 | 0 | 4 | 32 | 16 | +16   |
| 6.  | Svizzera       | 10 | 9 | 5 | 0 | 4 | 35 | 28 | +7    |
| 7.  | Belgio         | 6  | 9 | 3 | 0 | 6 | 24 | 42 | -18   |
| 8.  | Inghilterra    | 4  | 9 | 2 | 0 | 7 | 22 | 43 | -21   |
| 9.  | Jugoslavia     | 2  | 9 | 1 | 0 | 8 | 13 | 68 | -55   |
| 10. | Francia        | 0  | 9 | 0 | 0 | 9 | 6  | 54 | -48   |

## Campioni
| Campione d'Europa 1961 |
| ---------------------- |
| Portogallo 8º titolo   |